# Bitka za Starobilsk
Bitka za Starobilsk je aktualni vojaški spopad, ki se je začel 25. februarja 2022 med rusko invazijo na Ukrajino leta 2022.

## Ozadje
Starobilsk (ukrajinsko: Старобільськ, rusko: Старобельск) je mesto blizu Luganska v Luganski oblasti v Ukrajini. Služi kot upravno središče okrožja Starobilsk. Zahodno od mestnega jedra teče reka Ajdar, ki ustvarja naravno oviro.

## Bitka
Začetni spopadi v bližini Starobilska so se po poročanih zgodili 24. februarja 2022. 25. februarja 2022 so oborožene sile Ukrajine trdile, da so uničile kolono ruskih vojakov, ki se je pripravljala na prečkanje reke Ajdar.
Mesto je bilo močno poškodovano zaradi ruskega topniškega obstreljevanja.